# Deer Harbor

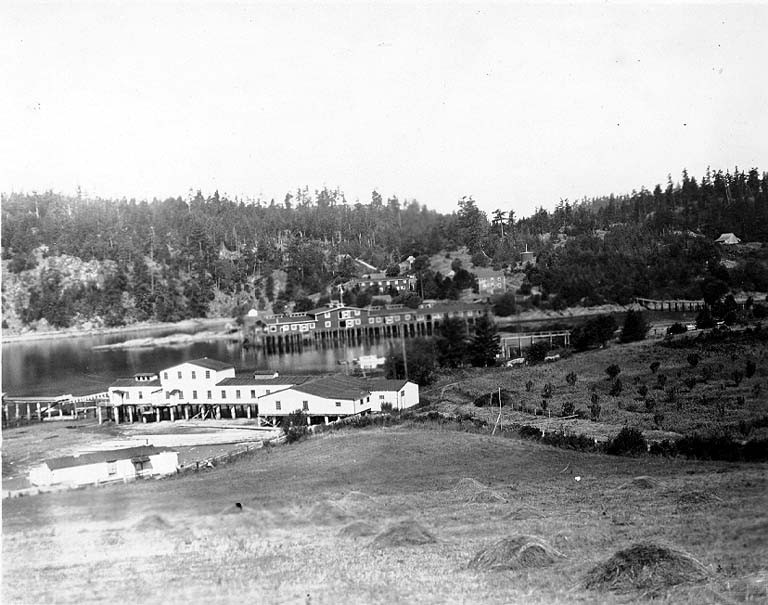
I vivai di salmone George W. Hume Co. e Deer Harbor Fisheries Co. presso Deer Harbor, 1919

Deer Harbor è un'area non incorporata su Orcas Island presso la contea di San Juan, nello stato di Washington degli Stati Uniti.  Come per buona parte delle comunità delle San Juan Islands, Deer Harbor è conosciuta per il turismo e le attività ricreativi quali kayak, osservazione balene e pesca. Molte persone pescano gamberi e varie tipologie di granchi.
Lo zip code assegnato a Deer Harbor è 98243.